# King (công ty)
Công ty Trách nhiệm hữu hạn King.com, tên thương mại là King hoặc King Digital Entertainment là một hãng phát triển trò chơi điện tử của Malta, hãng phát hành có tru sở tại St. Julian's, Malta chuyên làm trò chơi mạng xã hội. King trở nên nổi tiếng sau phát hành tựa game đa nền tảng Candy Crush Saga năm 2012, đây là game điển hình thành công tài chính nhất khi tận dụng mô hình kiểu mẫu freemium. King sau này được công ty Activision Blizzard mua lại vào tháng 2 năm 2016 với giá 5,9 tỷ đô la Mỹ, và vẫn hoạt động với tên cũ trong công ty mới. Lung được Riccardo Zacconi điều hành, là CEO đồng sáng lập công ty năm 2003. Gerhard Florin thay Melvyn Morris làm Chủ tịch hội đồng quản trị vào tháng 11 năm 2014. Năm 2017, King có 2,000 nhân viên.